# یلونکا
یلونکا (به لاتین: Jelonka) یک روستا در لهستان است که در گمینا دوبیچه تسرکیونه واقع شده‌است.